# Вуттон, Дэвид
Дэвид Вуттон (родился 15 января 1952) — британский историк науки.

## Биография
Дэвид Вуттон учился в Баллилоле, Оксфорд и Питерхаус в Кембридже, где он получил докторскую степень в области истории. С 1976 по 1982 год он был преподавателем Вестфильдского колледжа Университета Лондона. Затем он переехал в Канаду в качестве ассистента профессора в Университет Дальхузи и был там доцентом истории. С 1987 года работал в Университете Западного Онтарио, и с 1989 в Университете Виктории профессором истории.
В 1995 году вернулся в Лондон в Университет Брунеля. С 1998 года он был профессором интеллектуальной истории в Университете Королевы Марии. С 2004 года он профессор истории в Йоркском университете.

## Книги
- Изобретение науки. Лондон: Аллен Лейн, 2015
  - Изобретение науки : новая история научной революции. / [Пер. с англ. Ю. Гольдберга]. — М.: КоЛибри : Азбука-Аттикус, 2018. — 655 с. : ил. ISBN 978-5-389-11920-8
- Галилей: Наблюдатель Неба. Нью-Хейвен: Йельский университет, 2010
- Плохая медицина: врачи делают вред со времен Гиппократа. Оксфорд: Оксфордский университет, 2006
- Современная политическая мысль: чтения от Макиавелли до Ницше. Индианаполис, Инд.: Хакетт, 1996
- Паоло Сарпи: между Ренессансом и Просвещением. Нью-Йорк: Издательство Кембриджского университета, 1983